# Photo-Me

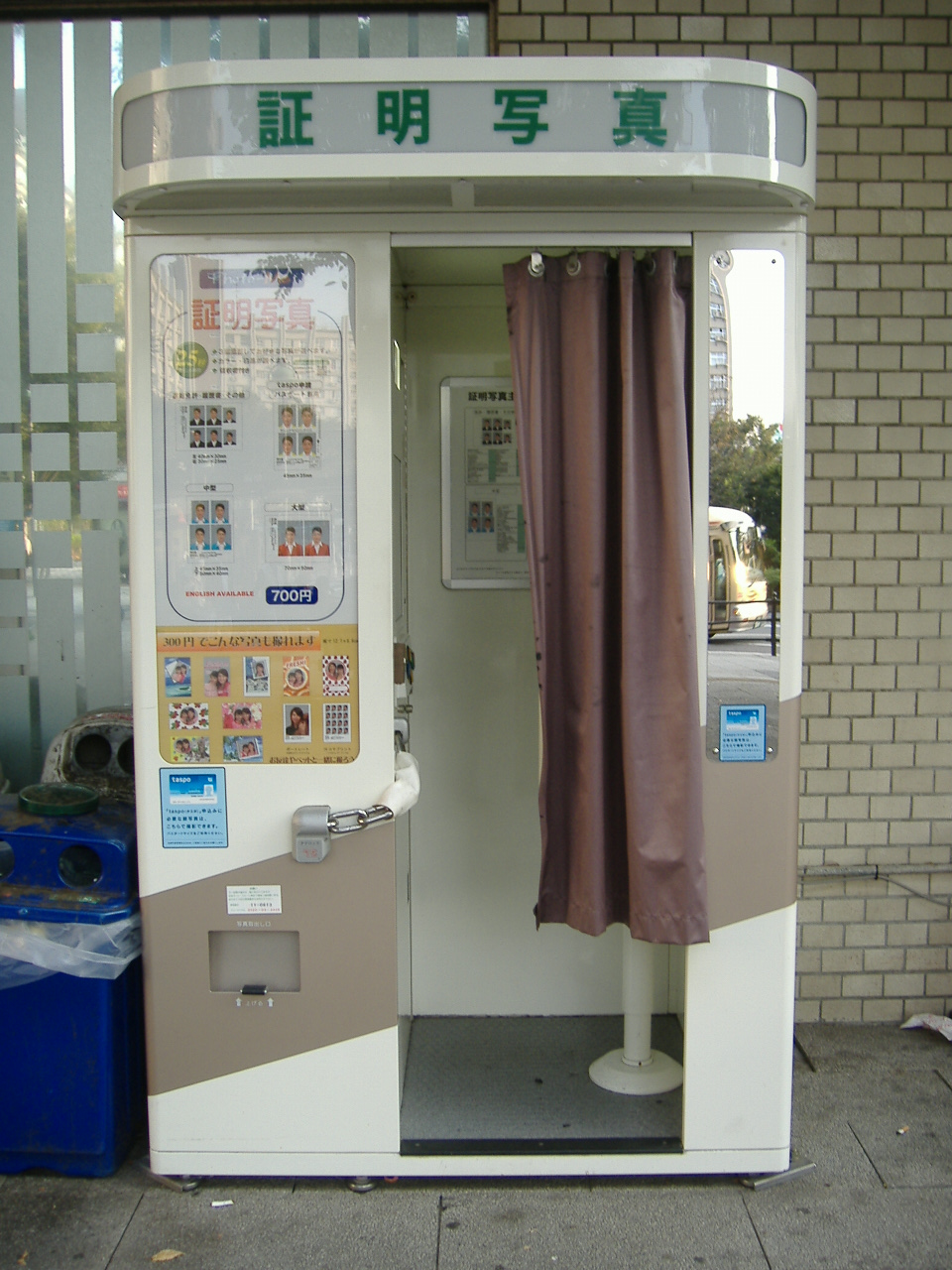
Photo-Meの証明写真機

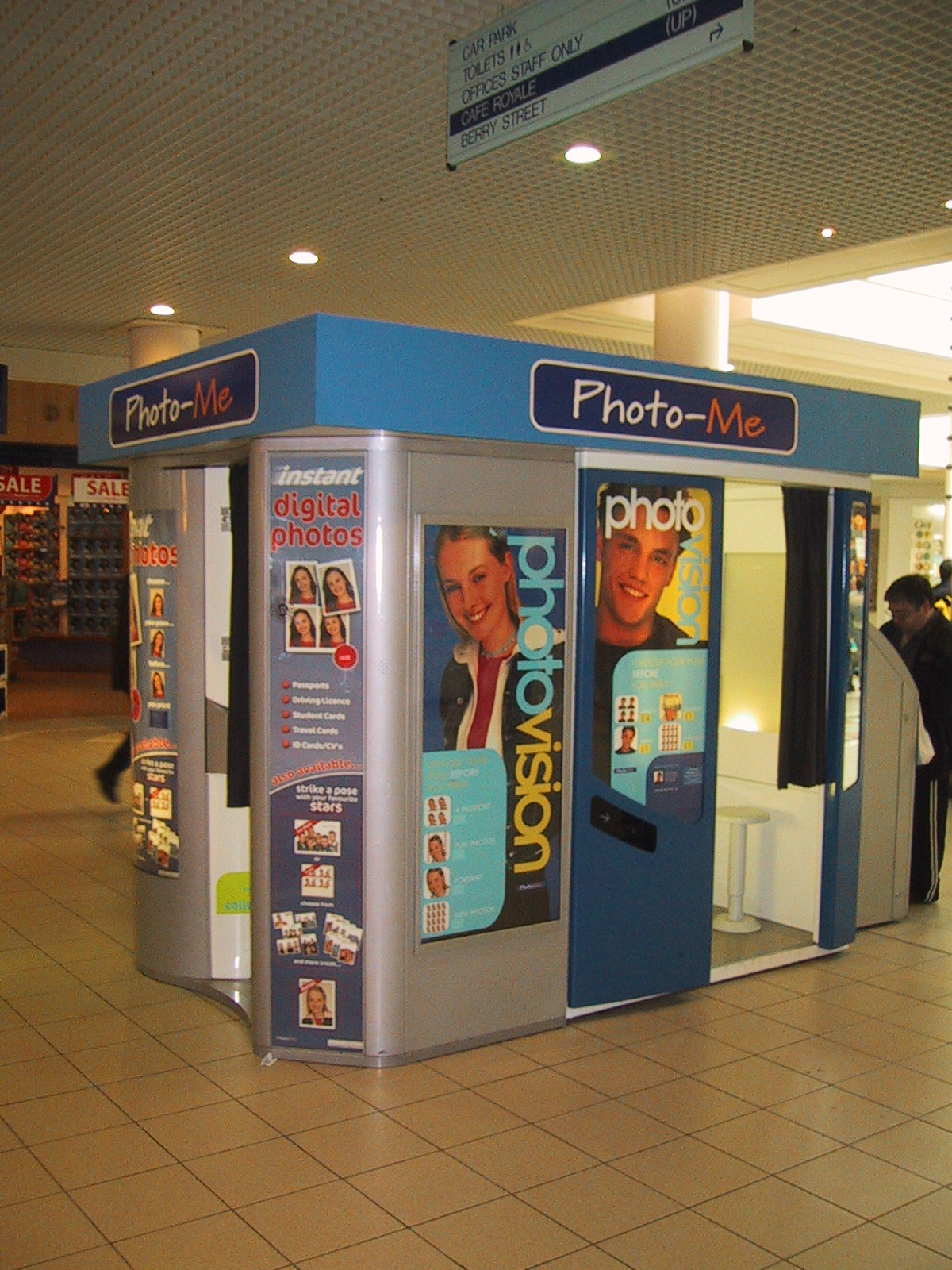
Photo-Meのブース。北アイルランド、キャッスルコート

ME Group（ミー・グループ、ME Group International plc、LSE: MEGP）は、イギリスのサリー州エプソムに拠点を置く自動サービス機の会社。1963年に公開有限会社となり、イギリス以外にもインドネシア、日本、フィリピン、ドイツ、フランスなどの国で業務を行っている。
旧社名は「Photo-Me」 (フォトミー）。自動証明写真ブースの「Photo-Me」で有名だったが、コインランドリーの「Wash ME」、生搾りジュースマシンの「Feed ME」など経営の多角化に伴い、2022年に現社名に変更した。
日本法人はME Group Japan（ミー・グループ・ジャパン、旧社名・日本オート・フォート）。

## 概要
1962年よりロンドン証券取引所に上場している。
2007年、経営の柱である証明写真機部門を売却する計画が持ち上がったが、株主の反対により当時のCEOであったヴァーノン・サンキーとセルジュ・クラスニアンスキー（Photo-Me傘下の仏KISグループ創業者）は辞任に追い込まれた。しかし、2009年2月に業績予想の修正があり、2009年3月にCEOのThierry Barelが辞任した。この結果、2009年5月、セルジュ・クラスニアンスキーが非常勤取締役として取締役会に再任された。その後、副会長兼共同最高経営責任者に任命され、2010年5月にはCEOに返り咲いたクラスニアンスキーは、経営悪化の元凶であるフイルム写真現像処理機（ミニラボ）部門からの撤退と経営多角化を断行した。
かつてはノーリツ鋼機や富士フイルムと並ぶフイルム写真現像処理機（ミニラボ）の世界大手であったが、デジカメの普及によって2000年代後半に経営危機に陥った。Photo-Meは2009年4月30日時点の税引前利益が160万ポンドなのに対して、2008年度は630万ポンドの赤字を出しており、クラスニアンスキーの再任後、KISとPhoto-Meグループで大規模なリストラが行われた。 2010年にはPhoto-Meグループ最大の不良債権であったミニラボ事業が売却され、税引前利益は1400万ポンドとなった。バランスシートを見る限りでは、前年がネットデット（純有利子負債）2350万ポンドだったのに対し、当年はネットキャッシュ810万ポンドとなり、全体的なキャッシュポジションは3160万ポンドと言う劇的な改善を見た。

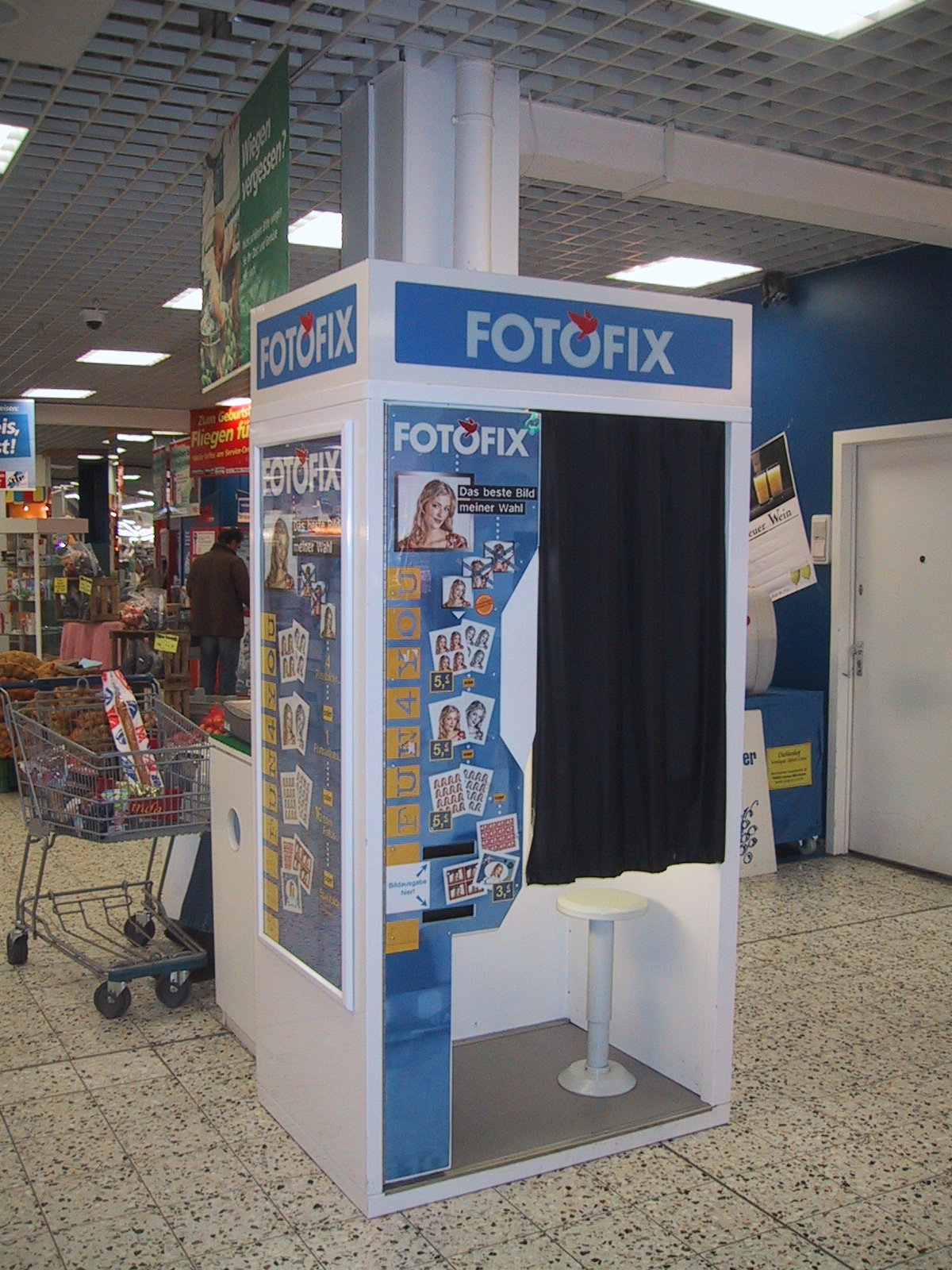
Photo-Meのデジタル証明写真「Fotofix」のブース。ドイツ

同社は多角化の為にランドリー事業に参入し、「Revolution」部門を創設した。Revolutionは、24時間年中無休の屋外設置型のセルフサービスのコインランドリーである。この部門は、2015年末までに2000ユニットの設置が見込まれており、予想を超える成功を収めている。
2016年11月、Photo-Meがイギリスの大手スーパーマーケットであるアズダの写真部門を買収し、スーパー店内にある191か所の写真センターと172か所のセルフサービスキオスクを入手したことが発表された。
2020年11月、プラザクリエイトの証明写真事業を買収した。
2022年8月、証明写真機部門の縮小と経営多角化に伴い、社名を「Photo-Me」から「MEグループ」に変更した。
2023年10月、富士フイルムの証明写真事業を買収した。

## 参照
1. ↑  Photo-Me shares fall after profit warning  - The Independent Archived March 18, 2009, at the Wayback Machine.
2. ↑  http://sellyourphotograph.com/how-to-make-money-with-photography%5B%5D
3. ↑  http://www.h-l.co.uk/shares/security_news/articles/2653207?rq=article&sedol=0848125%5B%5D
4. ↑  “Photo-Me International PLC, UK - Financial Reports”. 2010年10月19日時点のオリジナルよりアーカイブ。2010年10月27日閲覧。
5. ↑  News Team. “Serge Crasnianski, the chief executive of Photo-Me (LON:PHTM)”. DirectorsTalk. 2016年4月5日時点のオリジナルよりアーカイブ。2016年3月22日閲覧。
6. ↑  “Investors Chronicle - News & Tips: Keywords Studios, Photo-Me, HSBC & more”. 2016年11月14日閲覧。